# 横森巧
横森 巧（よこもり たくみ、1942年7月27日 - ）は、山梨県東山梨郡勝沼町（現・山梨県甲州市）出身の元サッカー選手および現サッカー指導者・解説者。

## 来歴
山梨県立日川高等学校在学中よりサッカーを始め、日本体育大学入学後もサッカー部に入部した。大学卒業後は高校教諭となり、1968年に（昭和43年）山梨県立谷村工業高等学校に赴任してサッカー部の監督に就任し、関東大会に出場した。その傍ら甲府サッカークラブで1973年 （昭和48年）6月までプレーして主将も務めた。
現役を引退した1973年（昭和48年）より山梨県立韮崎高等学校に赴任となり、サッカー部の監督に就任。1975年（昭和50年）に全国高等学校総合体育大会サッカー競技大会で優勝した。また、全国高等学校サッカー選手権大会本大会に14年間で県代表として10回出場し、1979年（昭和54年）から1983年（昭和58年）までの5大会連続でベスト4以上に進出し、そのうち3大会で準優勝の成績を残した。山梨県立韮崎高等学校時代には塚田雄二、羽中田昌、保坂孝などを指導した。
1989年（平成元年）より山梨県立韮崎工業高等学校に赴任となり、サッカー部の監督に就任。中学3年生だった中田英寿をスカウトしようとしたが、中田は「僕は工業高校向きではない」と断っている。中田は韮崎高校に進学している。
1992年（平成4年）の第71回全国高等学校サッカー選手権大会では初出場に導いた。1994年（平成6年）に退任。
2005年（平成17年）より創設された山梨学院大学でサッカー部の監督に就任、2009年（平成21年）1月より山梨学院高等学校でサッカー部の監督に就任した。
第88回全国高等学校サッカー選手権大会では自身にとって3校目となる山梨県代表の高校を率い、決勝で青森山田高等学校を破って優勝した。2010年3月に山梨学院高等学校の監督を退任し、現在は秋田市立秋田商業高等学校や神奈川大学や山梨学院大学でサッカー部の監督を務めた長谷川大が山梨学院高等学校でサッカー部の監督を務める。